# Зборовські

Герб родини Яструбець

Зборовські (пол. Zborowski, множина пол. Zborowscy) — польська шляхетська родина, відома з XV століття. Належить до стародавнього гербу Яструбець.
Відома з часів Марціна зі Зборови — одолановського старости, бургграфа Кракова. Розквіт отримала за Марціна Зборовського (1492–1565) — королівського підчашого. У Марціна було 8 синів.

## Представники
- N — очільник посольства короля Казимира IV до кримського хана Менґлі I Ґірея в листопаді 1469 року[1]

- Марцін зі Зборови (†після 1488)
  - Пйотр — староста одолановський
  - Анджей — староста одолановський, дружина — Ельжбета Шидловецька
    - Ян (†1514)
    - Пйотр (†1553) — сяноцький староста
    - Марцін
      - Пйотр (†1581) — кам'янський, тлумацький староста, краківський воєвода
        - Ян (†1586) — тлумацький староста

      - Ян — гетьман коронний надвірний (з 1572 р.) та польний (1576—1584), каштелян гнезненський (з 1576 р.)
        - Зофія — дружина князя Юрія Радзивілла (1578—1613), Авраама Сенюти з Ляхівців

      - Анджей (†1598) — сяноцький кастелян
        - Анджей (†1630) — граф на Мельштині

      - Миколай — староста шидловський
      - Самуель (Самійло), дружина — Зофія Йордан
        - Самуель
        - Александер — староста мендзижецький, дружина — Маґдалена Фредро
          - Констанція — дружина львівського каштеляна Рафала Гроховського
          - Адам — єзуїт

      - Кшиштоф — підчаший коронний, власник Чешибісів, засуджений до баніції.
      - Катажина
      - Барбара — дружина Станіслава Матеуша Стадніцького, мати Станіслава «Диявола» Стадніцького
      - Кристина — дружина великого литовського гетьмана Яна Гієроніма Ходкевича

Головна лінія роду закінчилася 1621 року на Алєксандері — сині Самуеля (Самійла).
Інша лінія Зборовських згасла 1728 року. Існували також лінії роду у Австрії та Росії. Російські Зборовські були вписаді до родових книг Ковенської, Мінської та Подільської губерній.
Рід Зборовських прославився під час боротьби за польський трон Сигизмунда ІІІ Вази проти підтримуваного ними претендента Максиміліана ІІ Габсбурга.
Прізвище Зборовський походить від назви родової садиби Зборова у Сандомирщині у Західній Галичині. Пізніше Зборовські переїхали до Кракова, а потім деякі представники — в Україну. Зокрема, якийсь час представники роду володіли Золочевом, де за сприяння Александера було збудовано між 1592 та 1598 роками парафіяльний костел.